# Jan Voženílek
Jan Voženílek (23. června 1895 Smíchov – 10. srpna 1945 Praha) byl za protektorátu vysoko postaveným důstojníkem četnictva. V roce 1939 se stal pobočníkem generálního velitele četnictva. Tato funkce mu občas umožnila intervenovat u německých orgánů za zatčené Čechy. K protiněmeckému odboji přispíval dle svých možností, ale byl neustále pod dohledem gestapa. Jako plukovník četnictva byl během Pražského květnového povstání 1945 šéfem operačního oddělení (Ia) štábu generálního velitelství uniformované policie. Těsně po skončení druhé světové války se ale stal pro mnohé nebezpečnou a nepohodlnou osobou, ještě v květnu 1945 byl zatčen, několik měsíců vězněn a v srpnu 1945 na následky pobytu v Terezíně (nakazil se tu tyfem) zemřel.

## Život

### Rodinné poměry a první světová válka
Jan Voženílek se narodil 23. června 1895 na pražském Smíchově jako čtvrté dítě do rodiny Františka Voženílka – dílovedoucího v Ringhofferových závodech. Krátce po jeho porodu matka zemřela. Po dokončení povinné školní docházky v roce 1910 zahájil studium na c. a k. (císařsko-královské) kadetce v Praze a dokončil jej těsně před vypuknutím první světové války. V hodnosti poručíka byl zařazen do třicátého šestého pěšího pluku a odvelen na východní frontu bojovat proti Rusům. Byl zajat (1916), dva roky internován (vězněn) v různých zajateckých táborech a na jaře roku 1918 se účastnil (jako zástupce rakousko-uherských zajatců) jednání se sovětským lidovým komisařem války Lvem Davidovičem Trockým. Do Prahy se vrátil v hodnosti nadporučíka. Blížil se konec první světové války a před opětovným odvelením na italskou frontu si raději způsobil úraz (prostřelil si ruku). Dne 28. října 1918 byl jedním z prvních důstojníků, kteří skládali do rukou Jiřího Stříbrného přísahu věrnosti Národnímu výboru v Praze a od 9. listopadu 1918 spojil Jan Voženílek svůj osud definitivně s četnictvem, s nímž se zúčastnil také první výpravy na Slovensko.

### Mezi válkami
V roce 1919 byl spolu s dalšími důstojníky odeslán na Slovensko. Na základě rozkazu generálního velitele četnictva generála Josefa Řezáče tak byl přidělen ke slovenskému Zemskému velitelství. Na Slovensku se Voženílek seznámil také s tehdejším rytmistrem Josefem Ježkem, který se později stal ministrem vnitra. V květnu 1919 velel Voženílek oddělení v Piešťanech, kde četníci museli vzdorovat (až do 24. června 1919) Maďarům. Ještě v roce 1920 byl Jan Voženílek stále veden pod Ministerstvem národní obrany, i když měl podánu nejspíše tou dobou žádost o trvalé převedení k četnictvu (ale žádost ještě nebyla kladně vyřízena). V roce 1920 byl povýšen do hodnosti nadporučíka a krátce poté byl skutečně převzat k četnictvu. V hodnosti kapitána prošel na Slovensku několika velitelskými funkcemi. Následně se stal (na dobu téměř 10 let) velitelem četnické stanice ve Vysokém Mýtě. V únoru roku 1931 byl přesunut na četnickou stanici Berehovo a pak následovaly štace na Podkarpatské Rusi, v Hranicích a v České Lípě. Na podzim roku 1938 (během všeobecné mobilizace) se Voženílek ve (spolupráci s armádou a Stráží obrany státu (SOS)) účastnil na přípravách k obraně Československé republiky. Následně se podílel i na likvidaci československé bezpečnostní infrastruktury v Sudetech. V listopadu 1938 (to už v hodnosti majora) zastával funkci velitele soustředěného četnického oddílu nasazeného na Podkarpatské Rusi. Jejich úkolem bylo zajišťovat bezpečnost a klid, jenž byla narušována teroristickými útoky ze strany separatistických jednotek Szabadcsapatók. Polovina března 1939 jej zastihla v oblasti Piešťan, kde velel oddílu o síle osmi důstojníků a 291 mužů s patnácti lehkými kulomety. Po vyhlášení samostatnosti Slovenska a německé okupaci zbytku Čech a Moravy se Voženílkovi podařilo sobě podřízené muže převést na Moravu a odtud byl Voženílek odvelen do Prahy.

### Za protektorátu (až do vypuknutí Pražského povstání)
Několik dní po 15. březnu 1939 působil Jan Voženílek na Moravě. V Praze se bezprostředně po německé okupaci dostavil Voženílek k tehdejšímu zemskému veliteli generálu Josefu Ježkovi a nabídl mu, že zprostředkuje potřebný styk s německými vojenskými důstojníky. Josef Ježek tuto nabídku přijal a Voženílek se stal tzv. styčným důstojníkem. Současně byl ustanoven do funkce pobočníka generálního velitele četnictva (funkci generálního velitele četnictva zastával tehdy plukovník Josef Rejf.) Josef Ježek se v červenci roku 1939 stal (na žádost generála Aloise Eliáše) ministrem vnitra. Voženílkovým úkolem bylo mimo jiné pomáhat při intervencích za zatčené a to jak u gestapa, tak u SD (Sicherheitsdienst, nacistická zpravodajská služba) a dalších německých orgánů. Během trvání protektorátu se Janu Voženílkovi podařilo zachránit několik Čechů, kteří byli německou mocí internováni do koncentračních táborů. Stejně jako řada dalších vysoce postavených důstojníků měl Jan Voženílek situaci silně ztíženou tím, že byl pod neustálým dohledem gestapa, takže jeho výraznější zapojení do práce odbojových skupin byla jen obtížně realizovatelná. Po uvěznění ministerského předsedy generála Aloise Eliáše (27. září 1941) hrozilo Janu Voženílkovi zatčení (byl jedním z těch, kdo do Eliášova zpravodajského systému dodával zprávy o německých bezpečnostních opatřeních). V době, kdy bylo potlačeno Varšavské povstání (říjen 1944) zastával Jan Voženílek štábní funkci u generálního velitelství uniformované policie. Jemu podřízení četníci mezitím sloužili protektorátnímu režimu, zasahovali proti kriminalitě, ale někdy též pomáhali odbojovému či partyzánskému hnutí. Oficiální spolupráce s odbojem započala 19. dubna 1945, kdy veškeré tajné zprávy procházející generálním velitelství uniformované policie (např. o sabotážní činnosti partyzánů) byly předávány odbojové skupině Roušar-Kotrlý. Po 29. dubnu 1945 nabraly přípravy k vystoupení proti Němcům na intenzitě. Tehdy (koncem dubna 1945) se v soukromém bytě Karla Kutlvašra na Vinohradech uskutečnila schůzka Jana Voženílka, podplukovníka Františka Bürgera (náčelník štábu Vojenského velitelství Velké Prahy Bartoš) a generála Karla Kutlvašra. Na této schůzce podplukovník František Bürger požádal Voženílka o součinnost četnictva a policie se skupinou bývalých příslušníků československé armády a zároveň zde Karel Kutlvašr předestřel celý plán vojenské skupiny. Také se tu Karlu Kutlvašrovi dostalo (od Voženílka) zevrubných informací o dosavadním průběhu ilegálních přípravných prací. Následující den (30. dubna 1945) měl Voženílek a jeho lidé do 24 hodin vypracovat přesný a podrobný plán obsazení budovy rozhlasu a hlavního krytu protiletecké ochranné policie (LuftschutzPolizei) v Bartolomějské ulici (tady pak od prvního dne Pražského povstání sídlilo Vojenské velitelství Velké Prahy Bartoš). Byl to právě podplukovník František Bürger, komu se podařilo sehnat plány budovy Radiojournalu. Dne 30. dubna 1945 se Voženílkovým podřízeným (štábní kapitán Bohumil Valtr a kapitán Rudolf Suchánek) zdařilo kontaktovat redaktora rozhlasu Alfreda Technika. Následující den (1. května 1945) je Alfred Technik seznámil s organizací rozhlasu, upozornil je na nejdůležitější technická zařízení a rozmístění německých stráží (Plán na obsazení rozhlasu začal ihned promýšlet štábní kapitán Bohumil Valtr.) Jan Voženílek také v prvních dnech května 1945 do budovy generálního velitelství pozval velitele vězeňského oddělení pražské policie kapitána Paličku a praporčíka Hladíka (šéf boxerské sekce policejního klubu). Oba jmenovaní měli vybrat třicet mužů vhodných k proniknutí do budovy na Fochově (tehdy Schwerinově) třídě. Dne 3. května 1945 (čtvrtek) navštívil (v civilu) kapitán Rudolf Suchánek rozhlas a zde jej redaktor Alfred Technik seznámil s aktuální situací. Následující den (pátek 4. května 1945) odpoledne byl vedoucí operačního oddělení generálního velitelství uniformované policie ubezpečen, že protiněmecká akce může být zahájena již v neděli 6. května 1945. S přípravami celé akce seznámil následně Jan Voženílek své dva kolegy ze zemského četnického velitelství: plukovníka Jaroslava Stukavce a podplukovníka Rožka z pražské policie.

### Pražské povstání
Spontánní zahájení Pražského povstání v sobotu 5. května 1945 nepřekvapilo plukovníka policie Jana Voženílka. Ještě před polednem vydal rozkaz k zahájení útočné akce v rozhlasu stejně jako rozkaz k převzetí moci v podřízených složkách policie a četnictva. Zároveň bylo využito pohotovosti vlastních příslušníků policie a budova generálního velitelství na Tržišti se připravila k boji. Budova byla plně v českých rukou a během Pražského povstání se stala informačním centrem o dění v Praze i mimo ni. Sem také dorazily údaje o příchodu prvních jednotek 1. divize Ruské osvobozenecké armády (ROA) do Velké Chuchle. Jak generál Karel Kutlvašr, tak i Jan Voženílek měli zájem o pomoc vlasovců – ruských dobrovolců. (Kromě jiného Voženílkův štáb soustřeďoval údaje o počtu zbraní dostupných povstalcům.) V průběhu neděle 6. května 1945 se zvýšila četnost informací předávaných Voženílkovým velitelstvím (do Vojenského velitelství Velké Prahy Bartoš) a to hlavně o postupu německých obrněných a pěších kolon stejně jako vlasovců na Prahu. V podvečer rozšířil německý rozhlas (jménem velitelství německých sil v Čechách a na Moravě) dezinformační zprávu, že česká policie spolupracuje se Sicherheitsdienstem (SD). Tato informace byla prohlášena obratem za lež a občané byli ujištěni, že generální velitelství policie a inspektorát policie pracují ve stejné formě ve smyslu nařízení národního výboru a že pokračují v boji proti Němcům. Po poledni v pondělí 7. května 1945 se plukovník Jan Voženílek účastnil jednání s Němci a s důstojníky generála Vlasova. (K dohodě došlo jen v tom směru, že z německé posádky nebude útočeno, nepodnikne-li osazenstvo generálního velitele policie nebo vlasovci sami útok a příměří bylo stanoveno až do 10. hodiny do úterý dne 8. května 1945.) Ještě v úterý 8. května 1945 Česká národní rada jmenovala (ze své vojenské komise) do čela uniformované policie Ing. Antonína Sameše.
Role Jana Voženílka a jeho činy, kterými zasáhl do zdárného průběhu pražského květnového povstání 1945 nebylo možno zpochybnit, ale on sám nebyl napojen na komunistický odboj, byl prvorepublikovým četníkem, z funkce styčného důstojníka plynuly i jeho kontakty jak na gestapo, tak i do protektorátní vlády a v neposlední řadě tento bystrý a inteligentní důstojník disponoval obrovským množstvím informací i o tom, kdo s kým během německé okupace v protektorátu spolupracoval, pročež byl pro mnohé osoby velmi nebezpečný. Stejně jako řada jeho kolegů měl být i Voženílek záhy po příjezdu Rudé armády zajištěn a posléze zlikvidován.

### Rudá armáda
Po příjezdu Rudé armády do Prahy se četnictvo podílelo na vyhledávání vhodných objektů pro sovětské jednotky. Dne 11. května 1945 byl plukovník Jan Voženílek ve své kanceláři zatčen příslušníky neidentifikované bezpečnostní složky, kteří nemluvili česky (zřejmě ze sovětské vojenské kontrarozvědky Směrš nebo z NKVD). Dle zpětného zjištění majora Františka Ventury byl po zadržení Jan Voženílek internován do tyfem zamořeného Terezína (platila tu přísná karanténa) a následně vězněn na Pankráci a v polovině července 1945 pak ve vazební věznici na Karlově náměstí. Během věznění se plukovník Jan Voženílek nakazil tyfem a z vazby byl kolem 25. července 1945 převezen na infekční oddělení do nemocnice na Bulovce. Dne 10. srpna 1945 zde Jan Voženílek zemřel, aniž mohl podat všechna svá svědectví.

## Dovětek
Řada důstojníků, policistů a četníků angažovaných v protiněmeckém odboji a v pražském květnovém povstání 1945 byli povinni stanout před tzv. očistnými komisemi, které je ale ve většině případů byly nuceny osvobodit. Pokud se umlčení a zúčtování s těmito „podvratnými“ osobami (s buržoazní minulostí) nepodařilo realizovat ještě v průběhu let 1945 až 1947, přišlo s jistotou po vítězném Únoru 1948. Skutečné důvody zatčení Jana Voženílka ani jeho smrt nebyly nikdy řádně vyšetřeny, on sám nebyl nikdy veřejně rehabilitován. Jeho syn (Záviš Josef Voženílek) byl nucen odejít do emigrace.